# Клаус (филм)
Клаус (енгл. Klaus) је анимирани божићни филм из 2019. Режију и сценарио потписује Серхио Паблос, док гласове позајмљују Џејсон Шварцман и Џеј-Кеј Симонс. Представља алтернативну причу о пореклу Деда Мраза, а радња филма се врти око поштара стационираног у острвском граду на крајњем северу који се спријатељи са повученим произвођачем играчака (Клаус).
Добио је изузетно позитивне рецензије критичара, који су посебно похвалили анимацију, причу, емоцију, хумор, наратив и гласовне глумце. Освојио је седам награда Ени, међу којима је и Ени за најбољи анимирани филм, као и награду БАФТА за најбољи анимирани филм. Такође је био номинован за Оскара за најбољи анимирани филм.

## Радња
Јеспер Јохансон је лењи, размажени син краљевског генералног управника поште, који је уписао Јеспера у своју академију за обуку поштара надајући се да ће га она реформисати. Јеспер намерно не успева, приморавајући свог оца да га пошаље у удаљени острвски град Смиренсбург са задатком да у року од годину дана пошаље шест хиљада писама. Ако Јеспер не успе, биће одсечен од породичног богатства. По доласку, Јесперу саркастични управник трајекта, Могенс, и огорчена учитељица која је постака рибарка, Алва, објашњавају да два породична клана у граду—Елингбоови и Крамови—чине скоро све становништво и да су стално у рату, проводивши више времена борећи се међусобно него пишући писма.
Док очајнички тражи људе који би послали писмо, Јеспер проналази изоловану кућу ван града. Тамо упознаје повученог дрвосечу по имену Клаус, који има кућу пуну ручно рађених играчака. Ужаснут Клаусовим импозантним изгледом, Јеспер бежи и за собом оставља тужни цртеж који је пронашао од једног од деце из Смиренбурга. Клаус приморава Јеспера да га одведе до куће приказане на цртежу, а затим натера Јеспера да тајно испоручи играчку дечаку унутра.
Глас о овом догађају се проширио и друга деца идући дан иду код Јеспера, верујући да ће свако добити играчку ако му пошаље писмо. Јеспер користи идеју и пита Клауса да ли може да донира своје играчке; Клаус пристаје под условом да раде ноћу, а да Јеспер настави да испоручује играчке у тајности. Ускоро, све више деце почиње да пише писма Клаусу. Када им Јеспер каже да Клаус даје играчке само доброј деци, а увек зна када је неко дете неваљало, љубазна дела која изводе постепено инспиришу остатак суграђана да оконча свој древни спор. Алва поново отвара своју школу како би помогла деци да науче да читају и пишу.
На крају, Јесперу и Клаусу понестају играчке. Како се Јесперов рок приближава, он покушава да убеди Клауса да направи још играчака на време за Божић. Клаус у почетку одбија, али онда ради са Јеспером да направе санке за малу Лапонку по имену Маргу, која живи у изолованом насељу са својим људима. Клаус коначно прича Јесперу о својој жени, Лидији, и објашњава да је направио играчке које ће дати будућој деци коју се пар надао да ће имати, али није могла да затрудни и Лидија је умрла од болести. Клаус је полако схватио да њихов рад шири радост на децу и пристаје на божићни план, а Маргу и остали њени људи долазе да помогну. Како град и његова веза са Алвом цветају, Јеспер открива да жели да остане у Смиренсбургу.
У међувремену, породичне старешине Аксел Елингбо и Тами Крам склапају привремено примирје, желећи да зауставе Јеспера и Клауса како би породице могле да наставе своју традиционалну свађу. Преварили су Јесперовог оца да поверује да је Јеспер послао четрнаест хиљада писама, а он стиже на Бадње вече да честита свом сину, нехотице откривајући Јесперовим пријатељима себичне разлоге за његова дела. Таман када се спремају да напусте град, Јесперов отац примећује кајање свог сина и, након разговора, дозвољава Јесперу да остане. Јеспер тада покушава да спречи старешине и њихову банду да униште божићне играчке, али не успева. Међутим, Алву су градска деца већ обавестила о завери, па су она и Клаус заменили играчке мамцима. Током јурњаве за играчкама, ћерка господина Елингбоа и син госпође Крам такође су се заљубили.
Јеспер се искупио, а Смиренсбург постаје срећан град, са породичним старешинама који су приморани да прекину свађу због брака њихове деце. Јеспер се жени Алвом и подиже двоје деце, а он и Клаус настављају да достављају поклоне у Смиренсбургу и шире већ једанаест година. Затим, дванаесте године, Клаус прати поветарац уз сунчано брдо и нестаје, наизглед да би се придружио својој преминулој супрузи. Сваког следећег Бадњег дана, Јеспер седи поред камина и чека да види Клауса, док његов дух наставља да испоручује играчке деци широм света као Деда Мраз.

## Гласовне улоге
| Глумац             | Улога             |
| ------------------ | ----------------- |
| Џејсон Шварцман    | Јеспер Јохансон   |
| Џеј-Кеј Симонс     | Клаус             |
| Рашида Џоунс       | Алва              |
| Вил Сасо           | Аксел Елингбо     |
| Неда Маргарет Лаба | Маргу             |
| Серхио Паблос      | Олаф Крам         |
| Серхио Паблос      | Бундевица Елингбо |
| Џоун Кјузак        | Тами Крам         |
| Норм Макдоналд     | Могенс            |